# Juan Luis Martínez
 (octobre 2016).
Juan Luis Martinez (1942-1993) est un chef d'orchestre et musicologue chilien qui a dirigé les œuvres de nombreux compositeurs du XIXe siècle.
Il a dirigé les œuvres chantées par Luis Mariano.